# Hey You
«Hey You» (с англ. — «Эй, ты») — песня британской рок-группы Pink Floyd с двойного альбома The Wall. Песня является одной из наиболее значимых на The Wall. В «Hey You» главный герой Пинк Флойд призывает людей, прячущихся за своими стенами, к нормальным взаимоотношениям. В песне также упоминаются черви, которые в конце рок-оперы сыграют важную роль.
Изначально «Hey You» была последним треком третьей части The Wall, но по окончании записи альбома была перемещена в начало третьей части. Получилось, что песня сюжетно не на своём месте. Уотерс в своём интервью 1979 года рассказал, что Боб Эзрин посчитал третью часть альбома в своём первоначальном виде «неработающей». Уотерс с самого начала хотел поместить песню в начало части, так как концептуально она могла расположиться где угодно. Однако, по сюжету главный герой сидит в номере отеля, что соответствует концу третьей части. Всё же песню переместили так поздно, что лирику изменить не успели.
Песня не вошла в фильм «Стена» по альбому, хотя изначально сопровождала сцену погромов в начале фильма.
Во время концертных выступлений Pink Floyd начинали исполнять песню прямо в конце антракта, без предупреждения, когда люди ещё доедали еду и в зале горел свет. После ухода из группы Уотерс исполнял песню на сольных концертах 1984—1985 годов. Песня исполнялась группой на концерте 1994 года в Лондоне (запись вошла в концертный альбом Pulse).

## Участники записи
В записи песни участвовали:
- Роджер Уотерс — вокал (последний куплет);
- Дэвид Гилмор — бас-гитара[3], акустическая гитара, электрогитара, вокал (первый и второй куплеты);
- Ник Мейсон — ударные;
- Ричард Райт — родес-пиано, орган Хаммонда, синтезатор;
- Джеймс Гатри[англ.] — звук дрели.